# Geordi La Forge
Geordi La Forge (ˈdʒɔrdi_lə_ˈfɔrdʒ) és un personatge de ficció que va aparèixer a les set temporades de la sèrie de televisió de ciència-ficció estatunidenca Star Trek: La nova generació i els seus quatre llargmetratges, així com a la tercera temporada de Star Trek: Picard. Interpretat per LeVar Burton, va exercir com a pilot de l'USS Enterprise-D a la primera temporada de La nova generació, i després va ocupar el paper d'enginyer en cap durant la resta de la sèrie i a les pel·lícules abans d'aparèixer com a comodor a Picard. La Forge ha estat cec des del seu naixement i utilitza dispositius tecnològics que li permeten veure-hi: un VISOR a la sèrie i a la primera pel·lícula, substituït per implants oculars protèsics a les tres últimes pel·lícules i a Picard.

## Concepte i desenvolupament
Gene Roddenberry va crear el personatge en honor de George La Forge, un fan tetraplègic de la sèrie original de Star Trek, que va morir el 1975. No va ser el primer a homenatjar La Forge a la franquícia de Star Trek; un personatge que portava el nom directe de George La Forge va ser escrit a la novel·la de Star Trek de 1980 The Galactic Whirlpool de David Gerrold.
Es va fer un càsting a les agències per al paper, que el van descriure com a amic de Data, i van especificar que La Forge havia de tenir "dicció perfecta i fins i tot podria tenir un accent jamaicà" i van instruir aquestes agències que no presentessin "cap tipus 'de carrer'".
LeVar Burton va fer una audició per al paper el 1986. Anteriorment havia aparegut a Roots i altres programes importants de la cadena. Va declarar que "fa anys estava fent una pel·lícula per a televisió anomenada Emergency Room i va ser una experiència força miserable. Però hi havia un productor en aquella sèrie, un home anomenat Bob Justman... sis, set anys després, vaig rebre aquesta trucada de Bob Justman i estava treballant a Paramount en aquesta nova sèrie de Star Trek i em va dir que recordo el teu amor per la sèrie, tenim aquest personatge, t'interessaria venir a veure'ns? I vaig dir que hi havia [el creador de la franquícia] Gene Roddenberry involucrat? Va dir que sí. I vaig dir que hi seria de seguida". Roddenberry va quedar molt satisfet amb Burton a la seva primera audició. Entre els altres actors considerats per al paper hi havia Wesley Snipes, Reggie Jackson, Kevin Peter Hall, Clarence Gilyard i Tim Russ, que més tard interpretaria Tuvok a Star Trek: Voyager. Snipes va estar a punt d'aconseguir el paper, però va perdre contra Burton; més tard diria que al principi estava decebut, però més tard va dir que estava agraït per com havien acabat les coses, dient que si hagués aconseguit el paper hauria estat més a la televisió que al cinema..
Burton també va comentar que estava ansiós pel seu paper, perquè temia que "La nova generació" fracassés: "Al principi, ja saps, hi va haver molta conversa a la premsa sobre la mala idea que era [però] vaig pensar que, com que en Gene hi estava involucrat, teníem una bona oportunitat de fer una bona sèrie que continués la tradició de Star Trek".
Al llarg de la sèrie, Burton anava equipat amb el VISOR característic de Geordi La Forge, que trobava extremadament desagradable de portar:
| « | És pràcticament un infern. Em treu del 85 al 90% de la visió quan em poso el VISOR. Vaig topar amb tot la primera temporada: suports de llums, micròfons superiors, cables als meus peus... vaig ensopegar amb tot. Així que és una mena d'enigma. L'home cec, que es posa el VISOR i veu molt més que tothom que l'envolta, quan l'actor ho fa realment es converteix en una persona cega. Després va arribar el dolor. A la segona temporada, vam redissenyar el VISOR i la vam fer més pesada, i la manera com la vam fixar va ser cargolant-la, literalment cargolant-la al meu cap, i per tant hi havia cargols que giràvem i hi havia brides a l'interior que em pressionaven a les temples, i després de quinze o vint minuts tenia mal de cap. Així que vaig tenir mal de cap diari durant uns sis anys. Cosa que tampoc va ser gens divertida. | » |

Durant la sèrie, el personatge de Burton era el cap d'enginyeria, i per tant sovint se'l representava reparant màquines o descobrint nous fenòmens científics. Burton va comentar la dificultat que de vegades tenia oferir la tecnoxerrameca utilitzada per La Forge en aquestes escenes amb tota serietat: "La tecnoxerrameca comporta el seu propi repte. No sóc enginyer, només n'he interpretat un a la televisió. La metodologia que vaig trobar més reeixida va ser escopir-ho tan ràpid com podia. Donant la il·lusió que sabia de què parlava quan, de fet, no ho sabia".
Tinent (J.G.) Geordi La Forge
Un membre habitual de missions exteriors que és racialment negre i cec per defectes de naixement, tot i que amb "ulls" artificials protètics de superalta tecnologia que poden detectar ones electromagnètiques des de la calor pura fins a l'ultraviolat d'alta freqüència, fent que els altres membres de la tripulació semblin irremediablement "cecs" en comparació. El seu amic més proper és Data, i tots dos són particularment eficients quan treballen junts en missions fora. Gràcies als seus "ulls", Geordi també pot realitzar algunes de les funcions d'un tricorder. 
 Quan li van preguntar sobre les seves escenes preferides, Burton va respondre que li agradaven especialment les aventures de la holocoberta: "Els episodis de Holmes i Watson de Data i Geordi, l'episodi de Robin Hood de Qpido, ja saps, van ser molt divertits per a nosaltres. Crec que la holocoberta va ser un concepte molt interessant, ja saps. Pots crear una realitat tridimensional. Vull dir, què guai és això?"
Després del final de la sèrie, Burton ha declarat quant va guanyar amb "La nova generació"; "Quan em vaig casar, el meu padrí va ser en Brent (Spiner, que va interpretar el personatge de la sèrie Tinent Comandant Data) i els meus padrins van ser en Michael (Dorn, Tinent Worf) i en Jonathan (Frakes, Comandant Riker) i en Patrick (Stewart, Capità Picard). Passi el que passi, sempre serem una família. Vull dir, en tots els sentits. Hi ha hagut moments en què hi ha hagut disputes dins de la família, quan no tot han estat abraçades i petons. Però ens hem mantingut units."

## VISOR

### En univers
A l'univers de ficció Star Trek, un VISOR és un dispositiu utilitzat pels cecs per proporcionar-los artificialment el sentit de la vista. Un dispositiu prim i corbat que es porta sobre la cara com unes ulleres de sol, el VISOR escaneja l'espectre electromagnètic, creant una entrada visual i la transmet al cervell de qui el porta a través dels nervis òptics. Els sensors estan situats al costat convex, que cobreix els ulls i es connecta a uns petits connectors d'entrada implantats a les temples. L'únic VISOR que es veu a la pantalla va ser utilitzat per Geordi La Forge, que era cec de naixement. VISOR és un acrònim de "Visual Instrument and Sight Organ Replacement" ("Instrument visual i substitució d'òrgan de la vista"); tanmateix, el terme complet mai va aparèixer a la sèrie, sinó només en novel·litzacions i altres productes escrits relacionats.
El VISOR també va causar a LaForge un dolor persistent, que no es podia tractar sense interferir amb el dispositiu. Beverly Crusher i Katherine Pulaski, les dues metgesses d'alt rang que van servir a la nau, no estaven familiaritzades amb el dispositiu quan van conèixer La Forge per primera vegada.
El dispositiu no reprodueix la visió humana normal, però permet al personatge "veure" fenòmens energètics visibles a simple vista humàna mentre amplia l'espectre percebut complet del portador a 1 Hz - 100 PHz. Això també va permetre al personatge veure signes vitals humans com la freqüència cardíaca i la temperatura, donant-li la capacitat de controlar els estats d'ànim i fins i tot detectar mentides en humans (però no en extraterrestres). A l'episodi "Desig de glòria", el capità Picard connecta el visor principal a la visera de Geordi, cosa que li permet veure-hi com ho fa. Veure totes les longituds d'ona superposades i diferents va ser molt confús per al capità, cosa que li va fer preguntar a Geordi com era capaç de diferenciar-les totes. La resposta de Geordi va fer la comparació d'un nen que escolta molts sons diferents alhora i finalment és capaç de triar el que necessitaven; és un talent après.
A l'episodi "L'ull de la ment", l'accés al cervell de Geordi a través de la interfície el converteix en un objectiu de rentat de cervell romulà.
A l'episodi "Interfície", Geordi utilitza una interfície experimental per al seu VISOR. En un entorn massa perillós perquè hi siguin els humans, Geordi veu, sent, sent i actua a través d'un robot.
Dues vegades a la sèrie, Geordi es va negar a rebre visió natural, primer pel Comandant Riker, a qui Q li havia donat quantitats extraordinàries de poder, perquè hauria anat a costa de la humanitat de Riker, i més tard per la doctora Katherine Pulaski.
En algun moment entre 2371 i 2373, abans de l'època de la pel·lícula Star Trek: First Contact, el VISOR de Geordi va ser substituït per ulls cibernètics, actuant les mateixes funcions. A la pel·lícula, es representen utilitzant una combinació de lents de contacte cosmètiques i CGI.
Hi va haver un curt període a Star Trek: Insurrection on Geordi va obtenir una visió real, a causa dels efectes de la radiació metafàsica fictícia, a l'atmosfera del planeta Ba'ku. Tanmateix, els efectes de la radiació metafàsica van desaparèixer després de deixar el planeta, i els ulls cibernètics es van utilitzar de nou a la pel·lícula Star Trek: Nemesis.

### Realitat
La revista New Scientist va informar sobre una investigació sobre si un dispositiu similar a un VISOR es pot crear realment per a persones cegues o amb discapacitat visual. La visió parcial s'ha restaurat amb èxit a rates cegues instal·lant un implant darrere de la retina.
Diversos tipus de pròtesis visuals estan en desenvolupament o assajos en humans, i un dispositiu ha estat aprovat per a la venda al mercat europeu. El 2006, 16 persones cegues a tot el món han tingut la vista parcialment restaurada en un procediment en què uns elèctrodes implantats al cervell reben impulsos d'una càmera per permetre als pacients veure llums i contorns d'objectes. Hi ha un dispositiu desenvolupat per la NASA anomenat Joint Optical Reflective Display, o JORDY, que presumiblement rep el nom de Geordi La Forge.
El 14 d'agost de 2012, les Proceedings of the National Academy of Sciences of the United States of America van publicar un article que afirmava que la codificació de la informació de la imatge per la retina en patrons de potencials d'acció s'havia replicat amb èxit mitjançant un dispositiu prostètic i que els científics havien restaurat amb èxit la visió completa a ratolins cecs. Els científics van poder imitar aquesta resposta ocular utilitzant ulleres i especulen que unes ulleres similars podrien estar disponibles per a ús humà en un termini de dos anys.
A LeVar Burton, que interpretava el personatge de Geordi La Forge, no li agradava l'hèlix VISOR perquè restringia la seva visió perifèrica, tot i que menys que els seus prototips, i la pressió constant dels braços de l'atrezzo a les temples li causaven mals de cap. En comentaris per a Star Trek: Generations, els guionistes de cinema Ronald D. Moore i Brannon Braga van assenyalar que Burton també sentia que l'atrezzo el limitava com a actor, ja que li negava l'ús dels ulls per transmetre emocions. L'atrezzo original estava inspirat en una pinça de cabell d'una sola peça per a dones portat a la producció per Michael Okuda durant el desenvolupament conceptual inicial de l'atrezzo VISOR.

## Biografia del personatge fictici
A la sèrie, Geordi va néixer cec i porta un VISOR, una pròtesi en forma d'arc fixada a les temples que li proporciona visió. Interconnectat directament amb el seu cervell, el dispositiu li permet "veure" gran part de l'espectre electromagnètic: ones de ràdio, infrarojos, ultraviolats i més enllà, però no la percepció normal de la llum, tot i que permet a Geordi veure la secció de llum visible de l'espectre electromagnètic.
La Forge va néixer el 16 de febrer de 2335 a Mogadiscio, Somàlia de la Confederació Africana a la Terra, fill de Silva La Forge, un oficial de comandament de la Flota Estel·lar i eventual capità de l'USS Hera (NCC-62006) i Edward M. La Forge, un exozoòleg de la Flota Estel·lar. També ha esmentat que té una germana, Arianna. La Forge va afirmar que, amb dos pares a la Flota Estel·lar, era un "mocós de l'exèrcit", que sovint es mudava de casa segons on estiguessin els seus pares a la Terra (o altres planetes), cosa que reflecteix la pròpia joventut de Burton (va néixer en una base americana a Alemanya). Va assistir a l'institut Zefram Cochrane i després a l'Acadèmia de la Flota Estel·lar del 2353 al 2357. El 2357, va ser assignat com a alferes a bord de l'USS Victory sota el comandament del capità Zimbata. Després del seu primer creuer, va ser transferit a l'USS Hood servint amb l'aleshores tinent comandant William T. Riker per al seu creuer del 2361-64, durant el qual va ser ascendit a tinent grau júnior.
La Forge va impressionar una vegada el capità Jean-Luc Picard passant-se despert tota la nit per arreglar una llançadora que Picard va esmentar que tenia un problema superficial. En assabentar-se d'això, Picard va decidir que volia Geordi al seu següent comandament que va acabar sent l'USS Enterprise-D on Geordi li va ser assignat com a timoner. Al començament de la temporada 2, va ser ascendit a tinent i nomenat enginyer en cap; a la Temporada 3, va ascendir a tinent comandant, un rang que va mantenir durant tota la sèrie i les pel·lícules. Ell i l'androide Data, el segon oficial a bord de l'Enterprise-D, es fan amics ràpidament.
El 2372, Geordi és transferit a la nova nau estel·lar de classe "Sovereign" Enterprise-E. Quan la nau viatja en el temps fins al segle XXI, treballa al costat del Dr. Zefram Cochrane i l'ajuda a llançar amb èxit la primera nau terrestre amb capacitat de distorsió i aconseguir el primer contacte amb els vulcanians.
Durant l'incident de Ba'ku, La Forge va començar a experimentar dolor als ulls després de romandre al planeta. La doctora Beverly Crusher li treu els implants oculars per descobrir que el seu nervi òptic s'ha regenerat i ha recuperat la vista normal. Aquest efecte és causat per les propietats curatives del sistema d'anells Ba'ku i, en aquell moment, s'especula que l'efecte s'esvairà després que La Forge deixi Ba'ku. Aquest diagnòstic va resultar correcte; La Forge torna a portar els implants a Star Trek: Nemesis.

La jaqueta de la divisió d'operacions de la Flota Estel·lar tal com la portava Burton a la tercera temporada de Star Trek: Picard

A la tercera temporada de la sèrie seqüela Star Trek: Picard, es revela que La Forge ha tingut dues filles, Alandra i Sidney, que s'han unit a la Flota Estel·lar l'any 2401. Com el seu pare, Alandra s'ha convertit en enginyera mentre que Sidney s'ha convertit en pilot. Alandra serveix al costat de Geordi mentre que Sidney serveix a bord de l'USS Titan; tot i així, s'ha tornat sobreprotector amb elles. La Forge s'ha convertit en comodor i és el conservador en cap del Museu de la Flota Estel·lar, on ha estat treballant en un projecte secret durant vint anys. Picard, Crusher, el seu fill Jack i la tripulació del "Titan", fugint d'una conspiració de canviants a la Flota Estel·lar, busquen l'ajuda de La Forge per intentar clonar els senyals de la nau, però La Forge assenyala que la Flota Estel·lar ha millorat les seves naus per "parlar" entre elles. Tanmateix, quan les seves filles i en Jack roben un dispositiu de camuflatge del Museu i l'instal·len al Titan, La Forge els accepta de mala gana, i es retroba amb una forma alterada de Data, lluitant amb el seu "bessó malvat" Lore pel control del seu cos androide comú. La Forge ajuda Data a superar el domini de Lore sobre el cos, cosa que permet a Data matar l'antagonista principal de la temporada. La Forge es retroba amb la resta de la tripulació de lEnterprise; ajuda Data i Crusher a trobar la veritable naturalesa del trastorn neurològic de Picard i hi perd les seves filles, obligant La Forge a revelar el seu projecte secret: la reconstrucció completa de l' Enterprise-D. Picard utilitza l' Enterprise per infiltrar-se a la base dels col·laboradors dels antagonistes; La Forge assumeix el comandament temporal, deixant que Crusher destrueixi la font d'energia de la base amb els torpedes de l' Enterprise, eliminant així l'amenaça dels col·laboradors d'una vegada per totes, i supervisa el rescat de Picard. La Forge saluda les seves filles, que han tornat a la normalitat, al Titan a través de vídeo; se'l veu per última vegada jugant a pòquer amb els seus companys de tripulació de l'Enterprise al bar Ten Forward de Los Angeles, content amb la seva vida.

### Línies temporals alternatives
En un dels universos alternatius que experimenta Worf a l'episodi de la temporada 7 "Paral·leles", Geordi mor en un atac cardassià a l'"Enterprise" quan Worf s'enfronta sobtadament a controls tàctics desconeguts i no pot aixecar els escuts a temps. Es revela que el VISOR de Geordi és el desencadenant dels canvis no planificats de Worf a través de les línies temporals.
A la línia temporal alternativa del final de la sèrie "La nova generació" "Totes les coses bones...", La Forge, cap al 2395, s'ha casat amb "Leah" i ha tingut tres fills (Alandra, Brett i Sydney) amb ella. Va deixar la Flota Estel·lar i es va convertir en novel·lista. Tanmateix, és possible que aquests esdeveniments no passin mai a causa de la divergència de la línia temporal al final de l'episodi.
En un futur alternatiu del 2390 a l'episodi "Timeless" de "Star Trek: Voyager", La Forge és capità i oficial al comandament de l'USS Challenger, fent tot el possible per evitar que Harry Kim i Chakotay alterin la línia temporal. Tenia microimplants als ulls, cosa que li permetia veure-hi sense portar VISOR. Tanmateix, Kim i Chakotay aconsegueixen la seva missió, esborrant la línia temporal alternativa. Malgrat fer tot el possible per aturar-los, La Forge simpatitza amb les seves accions i fins i tot ofereix un perdó complet si s'aturen. Quan s'hi neguen, La Forge es veu obligat a atacar, però els desitja bona sort i els diu que, en el seu lloc, probablement faria el mateix. Quan la nau del grup pateix una bretxa al nucli de curvatura i està a punt d'explotar, ell ofereix teleportar-los a bord de la seva nau perquè puguin sobreviure, però ells s'hi neguen i li diuen que s'allunyi a una distància segura, cosa que fa.
A la història alternativa hologràfica representada a "Futur imperfecte", un La Forge fictici tenia implants oculars clonats i no necessitava el seu VISOR.
Durant els esdeveniments no canònics de la minisèrie de còmics Star Trek: Countdown (una preqüela de la pel·lícula Star Trek del 2009), Geordi (ara un civil) es retroba amb Data i Picard durant un esforç per aturar una supernova massiva que amenaça tota l'existència. Geordi finalment dissenya la "Jellyfish", la nau espacial avançada pilotada per l'Ambaixador Spock a la pel·lícula.

## Recepció
La crítica i els fans han respost favorablement al personatge. El mateix Burton s'ha queixat en reportatges de DVD sobre la manca d'interessos romàntics pel seu personatge. Almenys un estudiós, però, afirma que dels set personatges negres principals de la sèrie "Star Trek", només La Forge i Tuvok "realment qualifiquen com a friquis, i cap dels dos es compara amb l'extraordinària frikidat de l'adolescent Wesley Crusher". Segons el Dr. Ron Eglash, la construcció del personatge de La Forge s'ajusta als estàndards de l'Afrofuturisme.
Al llibre de David Greven Gender and Sexuality in Star Trek (2009), va descriure l'ús del VISOR com un mitjà per ocultar la cara del personatge, descrivint-la com un "símbol sorprenentment maldestre de ceguesa". Tanmateix, considerava que els ulls biònics utilitzats a la sèrie de pel·lícules eren una millora, però seguien un patró de modificacions dels ulls afroamericans en pel·lícules de fantasia i ciència-ficció com ara Halle Berry com Storm a X-Men (2000). Greven va suggerir que aquests canvis eren per crear la impressió que qui els portava era de naturalesa alienígena i per ressaltar la diferència entre aquest personatge/actor i els altres de la pel·lícula.
El 2018, TheWrap va classificar Geordi com l'11è millor personatge principal del repartiment de les sèries de Star Trek, destacant la seva capacitat per trobar solucions tècniques amb poca antelació i la seva amistat amb Data. El 2016, el personatge de Geordi va ser classificat com el 21è personatge més important de la Flota Estel·lar dins de l'univers de ciència-ficció de Star Trek per la revista Wired. El 2016, The Hollywood Reporter va classificar "Relíquies" com la 62a més gran de la franquícia Star Trek fins aleshores, assenyalant que LeVar Burton té moltes escenes fantàstiques amb el veterà del repartiment original James Doohan representant el seu famós personatge Scotty.
El 2017, IndieWire va classificar Geordi com el vuitè millor personatge de Star Trek: La nova generació. CBR va classificar La Forge com el 13è millor personatge de la Flota Estel·lar de Star Trek, el 2018.
El 2017, Screen Rant va classificar La Forge com la novena persona més atractiva de l'univers Star Trek. El 2018, The Wrap va situar La Forge com a onzè de 39 en un rànquing dels personatges principals de la franquícia Star Trek abans de Star Trek: Discovery.